# A Cigarra e a Formiga

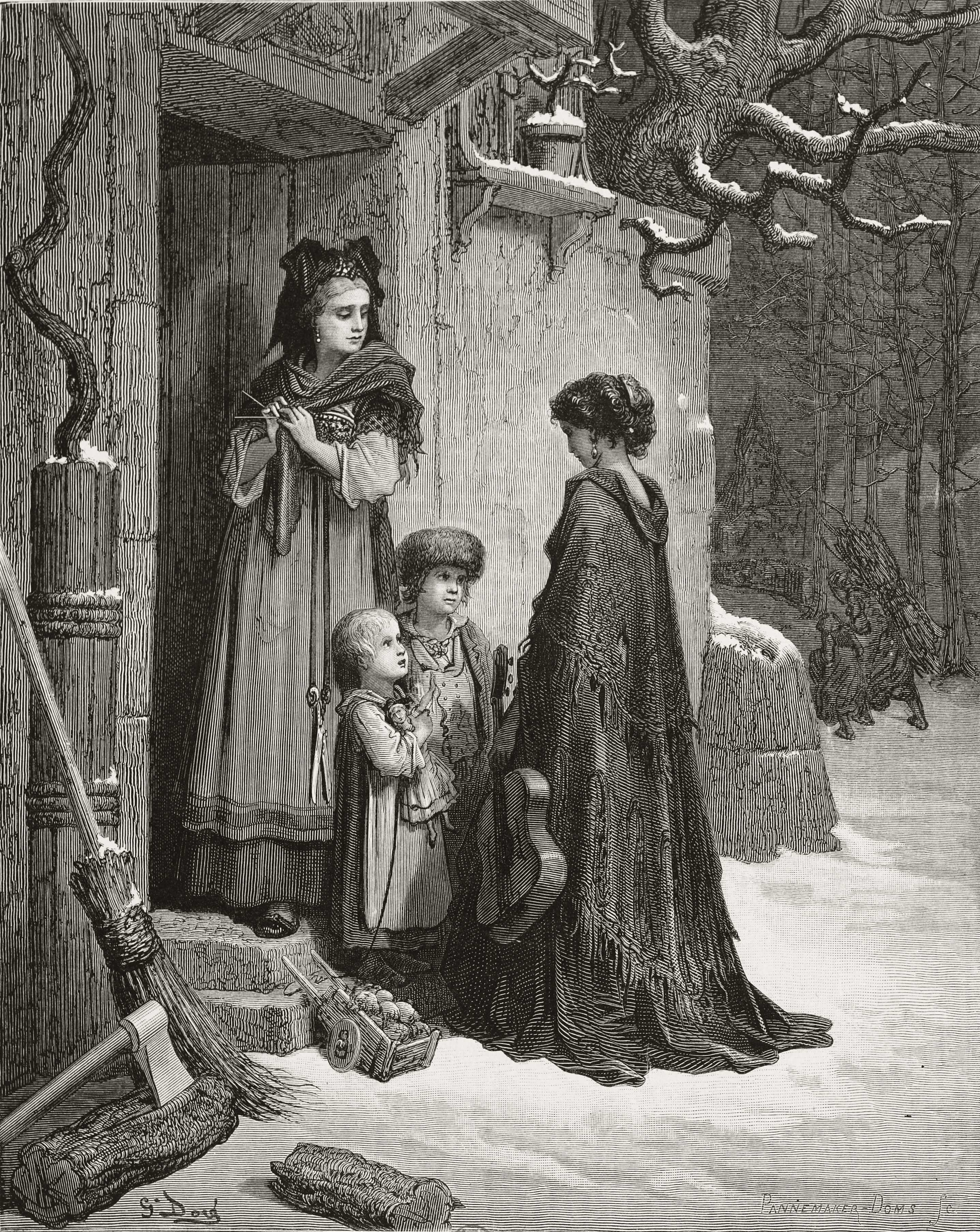
A cigarra e a formiga (ilustração de Gustave Doré)

A Cigarra e a Formiga é uma das fábulas atribuídas a Esopo e recontada por Jean de La Fontaine em francês. 
Nos países francófonos, as fábulas de La Fontaine são ensinadas às crianças desde a mais nova idade e todos as conhecem de cor, e sua versão da fábula da cigarra e da formiga é a mais conhecida delas, no Ocidente.

## Enredo
Esopo conta a história de uma cigarra que canta durante o verão, enquanto as formigas trabalharam para acumular provisões em seu formigueiro. No inverno, desamparada, a cigarra faminta pede-lhes um pouco dos grãos que punham a secar; perguntada sobre o que a fizera durante todo o verão, responde que não tivera tempo para juntar comida pois "cantara melodiosamente", ao que as formigas retrucam que se cantara no verão, que dançasse no inverno. Segundo a tradução brasileira de Neide Smolka traz como corolário a lição de que "não se deve negligenciar em nenhum trabalho, para evitar tristezas e perigos".
A mesma história foi então recontada por Jean de La Fontaine, procurando atualizar as fábulas de Esopo e ainda criando as suas próprias; em sua versão ele acentua que a formiga consegue acumular porque "nunca empresta nada a ninguém".

### Tradução de Bocage

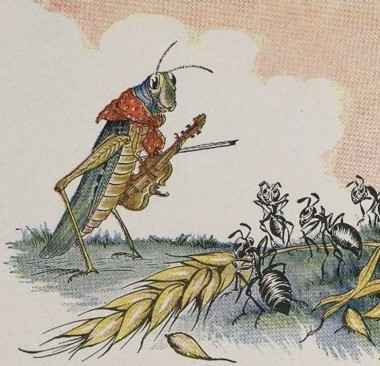
Versão com o gafanhoto e a formiga (Projeto Gutenberg)

O poeta Bocage traduziu para o idioma português a versão escrita por La Fontaine (em domínio público):
Tendo a cigarra em cantigas
Passado todo o verão
Achou-se em penúria extrema
Na tormentosa estação.
Não lhe restando migalha
Que trincasse, a tagarela
Foi valer-se da formiga,
Que morava perto dela.
Rogou-lhe que lhe emprestasse,
Pois tinha riqueza e brilho,
Algum grão com que manter-se
Té voltar o aceso estio.
- "Amiga", diz a cigarra,
- "Prometo, à fé d'animal,
Pagar-vos antes d'agosto
Os juros e o principal."
A formiga nunca empresta,
Nunca dá, por isso junta.
- "No verão em que lidavas?"
À pedinte ela pergunta.
Responde a outra: - "Eu cantava
Noite e dia, a toda a hora."
- "Oh! bravo!", torna a formiga.
- "Cantavas? Pois dança agora!"

## Contexto histórico, interpretação e re-interpretações
Se a lição que esta fábula procura passar é o da previdência, ela contudo pode ser reinterpretada - algo que o próprio Monteiro Lobato procurou fazer ao colocar na sua obra a figura irreverente da boneca Emília que contestava as lições finais; a sociedade contemporânea pode rever estes valores, e ainda debater em que medida ainda seriam válidos; no exemplo da fábula da cigarra com a formiga pode-se contestar se ela não traz embutida os valores da sociedade aristocrática do século XVII em que foi escrita como, no caso, a exaltação à acumulação de bens, que são valores burgueses do capitalismo.
Ao longo do tempo a história sofreu releituras por vários escritores, humoristas, teatrólogos e outros artistas (no Brasil pode-se citar Jô Soares e Millôr Fernandes). Mesmo na propaganda a fábula é utilizada, como uma peça publicitária espanhola que, valendo-se de que a história já integra o inconsciente coletivo, reconta a fábula de modo a traduzir o objetivo de vender um produto; no caso em análise a formiga "esperta" trabalhou durante o verão, mas também o desfrutou porque fez um plano de pensão.
De 1989 são os versos do poeta brasileiro José Paulo Paes que leva a uma outra conclusão para a fábula:
"Mas sem a cantiga

Da cigarra

Que distrai da fadiga,

Seria uma barra

O trabalho da formiga!"

### Releitura de Monteiro Lobato
Em sua obra Fábulas de 1922, o escritor brasileiro Monteiro Lobato coloca na boca de sua personagem Dona Benta a narrativa da história e, embora com o mesmo triste desfecho para o destino da cigarra, promove uma crítica ao papel da formiga, levando o leitor a refletir sobre a conduta desta última e a tomar uma posição favorável ao inseto cantor.
Desta forma Lobato se refere ao inseto pedinte: "Houve uma jovem cigarra que tinha o costume de chiar ao pé do formigueiro. Só parava quando cansadinha (...)", pois era uma "pobre cigarra, em seu galhinho, manquitolando, com uma asa a arrastar, triste mendiga, a tossir", ao passo que a formiga assume um papel de algoz e "Não soube compreender a cigarra, com dureza a repeliu de sua porta" pois ela "era uma usurária sem entranhas. Além disso, invejosa. Como não soubesse cantar, tinha ódio à cigarra por vê-la querida de todos os seres".
Conclui Lobato assim a história: "Resultado: a cigarra ali morreu entanguidinha; e quando voltou a primavera o mundo apresentava um aspecto mais triste. É que faltava na música do mundo o som estridente daquela cigarra morta por causa da avareza da formiga. Mas se a usurária morresse, quem daria pela falta dela?", desta forma valorizando os artistas, tais como os poetas, músicos e pintores — cigarras da vida real.
Cabe à neta da narradora, a menina Narizinho, o papel de defender a formiga: "Esta fábula está errada! – gritou Narizinho. Vovó nos leu aquele livro do Maeterlinck sobre a vida das formigas – e lá a gente vê que as formigas são os únicos insetos caridosos que existem. Formiga má como essa nunca houve".

## Adaptações
Entre diversas outras versões, a fábula foi transposta para o cinema num curta-metragem da Disney, The Ant and the Grasshopper (1934. Parte da série Silly Symphonies, a animação contava com a canção The world owes me a living, composta por Leigh Harline e Larry Morey.
No Brasil, esta história e as demais histórias de Esopo e La Fontaine foram recontadas, no contexto do Sítio do Picapau Amarelo, pelo escritor Monteiro Lobato, emprestando-lhes um contexto mais afeito à realidade do país, em sua obra Fábulas. O espanhol Félix María Samaniego também incluiu uma versão da história em suas Fábulas morales, de 1784. A história foi também uma das adaptadas por  Radamés Gnatalli para a Coleção Disquinho, na década de 1940.